# Västra Vingåkers hembygdsförening

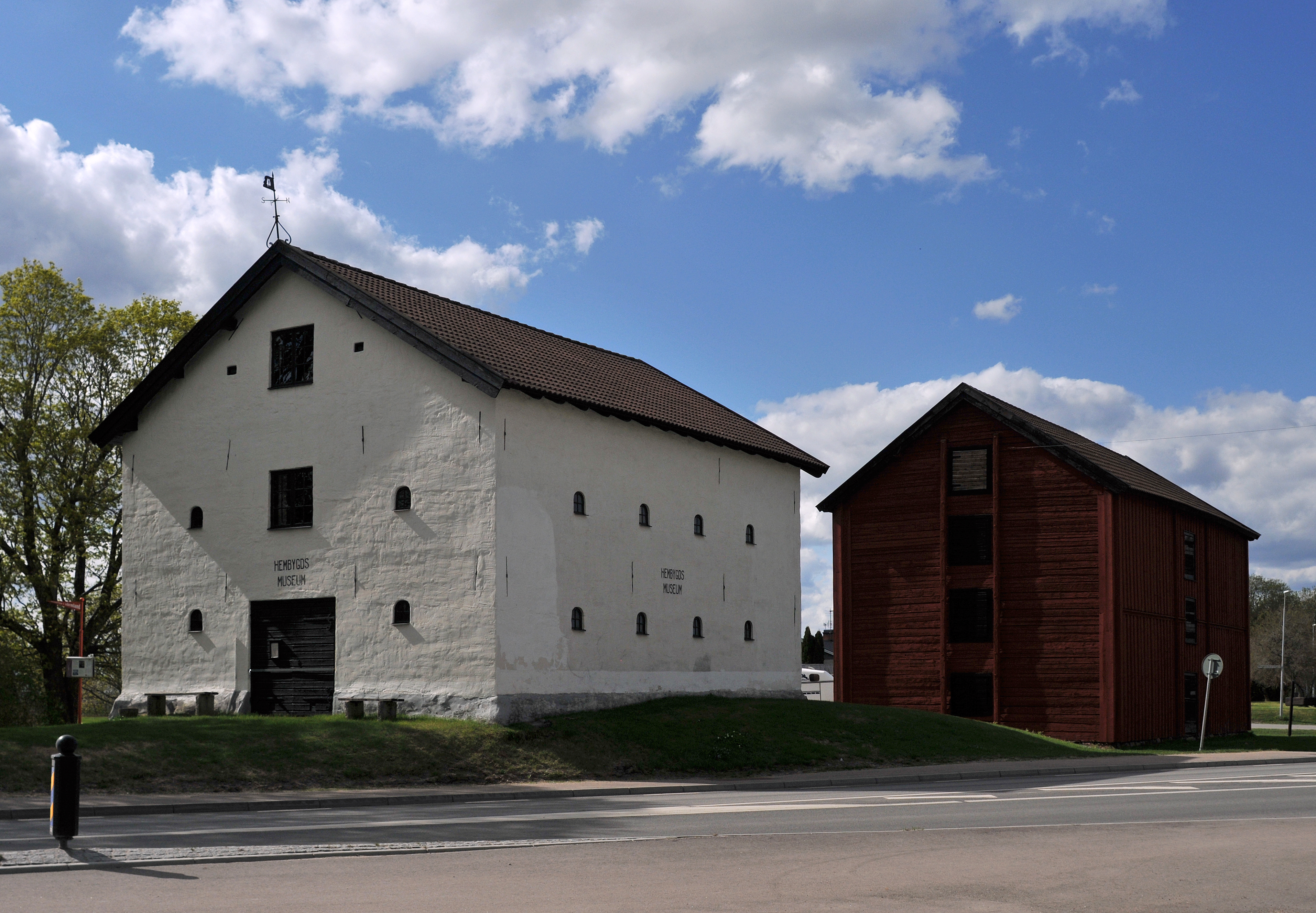
Sockenmagasinet.

Västra Vingåkers hembygdsförening bildades den 31 augusti 1935 med Gustaf Helén som dess förste ordförande och som i ett upprop inför startandet av föreningen yttrade dessa ord angående engagemanget och intresset för hembygden: "Det innebär att man ställer in sig själv som länk i den långa kedjan av förflutet, närvarande och tillkommande". En av föreningens första uppgifter blev att överta drift och ansvar för det redan 1926 inrättade hembygdsmuseet i det gamla sockenmagasinet i Vingåker.

## Vingåkersboken
År 1945 gavs det första bandet av Vingåkersboken ut, med ordföranden och publicisten Gustaf Helén som redaktör. Det andra och avslutande bandet utgavs 1955, två år efter redaktörens bortgång. (Gustaf Helén var far till förre folkpartiledaren Gunnar Helén.)

## Vingåkersfilmen
1951 kunde föreningen av grosshandlare Alvar Rosén inköpa Vingåkersfilmen, en sockenfilm i tre delar. Den gamla stumfilmen, som visar såväl vardagsliv som festligare tillfällen i och kring Vingåker, genomgick en välbehövlig renovering 1987 då den även ljudlades med kommentar av Mauritz "Mojje" Söderlund.

## Andra milstolpar i föreningens historia
1973 inköptes 3.000 fotografier som tagits av ett antal bygdefotografer genom åren och som samlats ihop av tidigare nämnde Rosén, som vid tiden för inköpet nyligen gått bort.
1978 gav föreningen ut ännu en bok om Vingåkers historia då Johanna Lundströms (1864-1957) historier samlats i volymen "Det susar av sägner".
Sedan 1989 ger föreningen ut en årsskrift som visar fotografier och historia ur föreningens arkiv blandat med nyskrivna artiklar.